# Jiří Hofman (1923–2011)
Jiří Hofman (16. května 1923 Družkopol – 9. srpna 2011 Praha) byl československý voják, který dosáhl hodnosti plukovníka, elektrotechnik, jednatel Sdružení Čechů z Volyně a jejich přátel a autor knih s volyňskou tematikou. Podílel se na vývoji radiotechnických pátračů.
Narodil se na Volyni, kde také roku 1944 vstoupil jako dobrovolník do 1. čs. armádního sboru pod vedením podplukovníka Ludvíka Svobody a byl poslán do vojenského kurzu v Muromi, kde se stal radistou. Se Svobodovou armádou jako velitel spojovací roty prošel karpatsko-dukelskou operací a dostal se do vlasti svých předků. U armády zůstal, dodělal si vzdělání, třicet let vyvíjel radar Tamara a dosáhl hodnosti plukovníka.